# Cratis pentodon
Cratis pentodon is een tweekleppigensoort uit de familie van de Philobryidae. De wetenschappelijke naam van de soort is voor het eerst geldig gepubliceerd in 1946 door Aguayo & Borro.